# Иресе (микрорегион)

Иресе на карте.

Иресе (порт. Microrregião de Irecê) — микрорегион в Бразилии, входит в штат Баия. Составная часть мезорегиона Северо-центральная часть штата Баия. Население составляет 373 298 человек (на 2010 год). Площадь — 17 714,670 км². Плотность населения — 21,07 чел./км².

## Демография
Согласно сведениям, собранным в ходе переписи 2010 г. Национальным институтом географии и статистики (IBGE), население микрорегиона составляет:						
| Полное население                             | Полное население                             | Полное население                             | Полное население                             | 373 298 |
| -------------------------------------------- | -------------------------------------------- | -------------------------------------------- | -------------------------------------------- | ------- |
| в том числе:                                 | Городское население                          | 218 978                                      | Процент городского населения, %              | 58,66   |
|                                              | Сельское население                           | 154 320                                      | Процент сельского населения, %               | 41,34   |
|                                              | Мужское население                            | 188 014                                      | Процент мужского населения, %                | 50,37   |
|                                              | Женское население                            | 185 284                                      | Процент женского населения, %                | 49,63   |
| Плотность населения, чел/км²                 | Плотность населения, чел/км²                 | Плотность населения, чел/км²                 | Плотность населения, чел/км²                 | 21,07   |
| Население микрорегиона в % к населению штата | Население микрорегиона в % к населению штата | Население микрорегиона в % к населению штата | Население микрорегиона в % к населению штата | 2,66    |

## Статистика
- Валовой внутренний продукт на 2003 год составляет 710 133 525,00 реалов (данные: Бразильский институт географии и статистики).
- Валовой внутренний продукт на душу населения на 2003 год составляет 1999,07 реалов (данные: Бразильский институт географии и статистики).
- Индекс развития человеческого потенциала на 2000 год составляет 0,615 (данные: Программа развития ООН).

## Состав микрорегиона
В составе микрорегиона включены следующие муниципалитеты:
1. Америка-Дорада
2. Барра-ду-Мендис
3. Барру-Алту
4. Кафарнаум
5. Канарана
6. Сентрал
7. Жентиу-ду-Ору
8. Ибипеба
9. Ибитита
10. Иракара
11. Иресе
12. Жуан-Дораду
13. Жусара
14. Лапан
15. Мулунгу-ду-Морру
16. Президенти-Дутра
17. Соту-Соарис
18. Сан-Габриел
19. Уйбаи